# جایزه رمبراند
جایزهٔ رمبراند (به انگلیسی: Rembrandt Award) جایزهٔ فیلم هلندی است که اولین بار در سال ۱۹۹۳ اهدا شد. این جایزه بین سال‌های ۱۹۹۹ تا ۲۰۰۶ اهدا نشد تا دوباره در سال ۲۰۰۷ اهدا شد. کمیته و اعضای موسسهٔ رمبراند، فیلم‌ها و بازیگران را در بخش‌های مختلف نامزد می‌کنند و مردم هلند به صورت آن لاین برندگان را با رای خود انتخاب می‌کنند. در هر بخش، جایزه ممکن است به شخص یا فیلمی هلندی یا بین‌المللی اهدا شود.